# 北吉敏文
北吉　敏文（きたよし　としふみ、1958年12月14日 - ）は日本人のインテリアデザイナー。総合店舗センター、フィアットを経て1986年に個人アトリエ設立。以後、関西圏を中心とし主に、飲食店、物販店、ビューティーサロンなど商業空間のデザインを手掛ける。作品は独自の色彩感覚を駆使したカラーリングと照明を巧みに絡めた空間構成が特徴的である。現在、株式会社アッシュプランニングの代表取締役

## 略歴
- 1958年12月14日　長崎県平戸市で生まれる。
- 1976年　「長崎県立平戸高等学校」を卒業後、同年に「大阪デザイナー学院」に入学。
- 1982年　「株式会社総合店舗センター」に入社し平野敏夫に師事、店舗を中心とする建築、インテリアデザインに携わる。
- 1984年　「フィアット・平野敏夫デザイン事務所」設立に参加。
- 1986年　27歳の時、「北吉デザイン事務所」を立ち上げる。この頃に始まった「日本デザイナーズ家具展」に関西の若手5人に選ばれ出展。
- 1989年　イタリアのブランド「エンリコ・コベリ」より日本出店のフラッグショップデザインのオファーがかかり、東京、大阪にてオープンする事となる。
- 1990年　所員の増員と共に社名を「株式会社スピリット」に変更。
- 2001年　「株式会社アッシュプランニング」設立。
- 長年にわたりメディア、雑誌にもコンスタントに選出され、掲載数は計60作を超える。

## 主な受賞歴
- 1991年 - 日本商環境設計家協会(JCD) 商環境デザイン賞（「エンリコ・コベリ」）
- 1992年 - ナショップ・ライティングコンテスト奨励賞（美容室「カペリ」）
- 2008年 - JCDデザインアワードBEST100受賞（美容室「ZERO」）
- 2011年 - JCDデザインアワードBEST100受賞（「WILLERバスターミナル大阪梅田」）
- 2011年 - JCDデザインアワードBEST100受賞（写真館「PHOTO STUDIO TORUN」）
- 2013年 - 京都景観賞 屋外広告物部門、優秀賞受賞　(Befin byhas)

## 主な作品（雑誌掲載）
- 1984年 - ヘアライン101（美容室）／大阪市
- 1986年 - 千鳥屋（和菓子店）／大阪市
- 1989年 - イボンヌ（美容室）／伊丹市（大阪府）
- 1989年 - エンリコ コベリ（ブティック）／東京都
- 1991年 - ヤマト（バー）／豊中市（大阪府）
- 1992年 - カペリ（美容室）／大阪市
- 1993年 - RIMIX（クラブ）／大阪市
- 1994年 - プティプール（美容室）／大阪市
- 1996年 - かりん（レストラン）／吹田市（大阪府）
- 2000年 - HIPPS（オフィス）／大阪市
- 2001年 - トゥィティ・フルッティ（カフェ）、ウィ（カフェレストラン）／大阪市
- 2002年 - 一客（陶器ショップ）／東京都、川面（メインバー）／大阪市
- 2004年 - 廣東名菜　燦花（中華レストラン）／大阪市
- 2005年 - 茶茶クラブ銀座教室（茶道教室）／東京都、茶茶クラブなんば教室（茶道教室）、TOOLS（SR）／大阪市
- 2006年 - サロンドJC（アロマエステ＆岩盤浴）／大阪市
- 2007年 - neos（美容室）／滋賀県
- 2008年 - ZERO（美容室）、Bifine dyhas（美容室）／京都府、SQUU（ガールズバー）／広島県
- 2009年 - albasanz（美容室）、フランソワーズマルソー（美容室）／京都府
- 2010年 - studio Bee（写真館）／奈良県、PHOTO STUDIO TORUN（写真館）／滋賀県
- 2011年 - WILLERバスターミナル大阪梅田／大阪市
- 2012年 - ヴィーナス（美容室）／高槻市（大阪府）、Dental clinic TAKANNA（デンタルクリニック）／京都府
- 2013年 - share KARASUMA SOHO+（オフィス）、Be fine coo AVEDA（美容室）／京都府
- 2014年 - 86 Eighty-Six（ビアホール）／大阪市、 CHARLE The STORE（ランジェリーショップ）／大阪市
- 2014年 - ともの木クリニック（クリニック）／大阪市
- 2015年 - LuLu animal clinic（クリニック）／大阪市
- 2016年 - 鉄板DINING O（レストラン）／大阪市、The bar hana（バー）／大阪市
- 2017年 - THE CENTRAL PARK HIROO（ペットショップ）／渋谷区
- 2018年 - ガレージエブリン（カーショップ）／松原市
- 2019年 - すくすくはうす／名古屋市
- 2020年 - 健康日本堂調剤薬局／東京都
- 2021年 - 老虎菜（中華レストラン）／大阪市、HYAKUNEN（オフィス）／大阪市、
- 2021年 - クリニックパーク久米川／東村山市
- 2022年 - CASA千里中央店／大阪市
- 2023年 - SHOEI／京都市、産後ケアセンターヴィタリテハウス／大阪市
- 2024年 - ほたるの里山／鳥取県、先進会眼科／大阪市

## 著書

### 作品集
- 「APPROACH  北吉敏文+アッシュ・プランニング作品集1986-2010」
- 「APPROACH ・Ⅱ  北吉敏文+アッシュ・プランニング作品集2010-2015」
- 「APPROACH ・Ⅲ  アッシュ・プランニング作品集2015-2022」